# Charlie Kimball
Charlie Kimball (Chertsey, Surrey, 1985. február 20. –) angol–amerikai autóversenyző.

## Magánélete
Kimball Angliában nőtt fel de a Kaliforniai Camarillo-ban él. Apja, Gordon Formula–1 és IndyCar autótervező volt. Kimball az inzulingyártó Novo Nordisk által gyártott termékeket használja és reklámozza amióta cukorbetegséget diagnosztizáltak nála.

## Pályafutása

### 2002–2005
Kimball együléses autóversenyzői pályafutása 2002-ben kezdődött amikor részt vett az amerikai Formula Dodge bajnokságban melyet összetettben a tizedik helyen zárt év végén, valamint nyert három versenyt a SCCA Formula Ford bajnokságban. 2003-ban a Formula Ford bajnokságban versenyzett amelyet harmadik helyen zárt két győzelmet valamint hét dobogós helyet szerezve. Egyébként részt vett a brit Formula Ford bajnokság téli szezonjában melyet szintén harmadik helyen zárt.
2004-ben teljes szezont ment a brit Formula Ford bajnokságban melyet negyedik helyen zárt két győzelemmel és tizenegy dobogós helyezéssel. A szezonvégi Brands Hatch-i Formula Ford Fesztiválon nyolcadik lett. 2005-ben már a brit Formula–3-as bajnokságban ment ahol öt versenyt nyert, de csak második lett a csapattársa Álvaro Parente mögött a szezon végén, egyébként tizenkettedik lett a Zandvoort-ban megrendezett Marlboro Masters-en és nem tudta befejezni a szezon végi makaói nagydíjat.

### 2006–2008
2006-ban már az Formula–3 Euroseries-ben is versenyezhetett ahol egy futamot nyert és három dobogós helyezést szerzett, a bajnokságot tizenegyedik helyen zárta. Ismét részt vett a Marlboro Masters-en és a makaói nagydíjon, amelyet kilencedik és huszonegyedik helyen zárt.

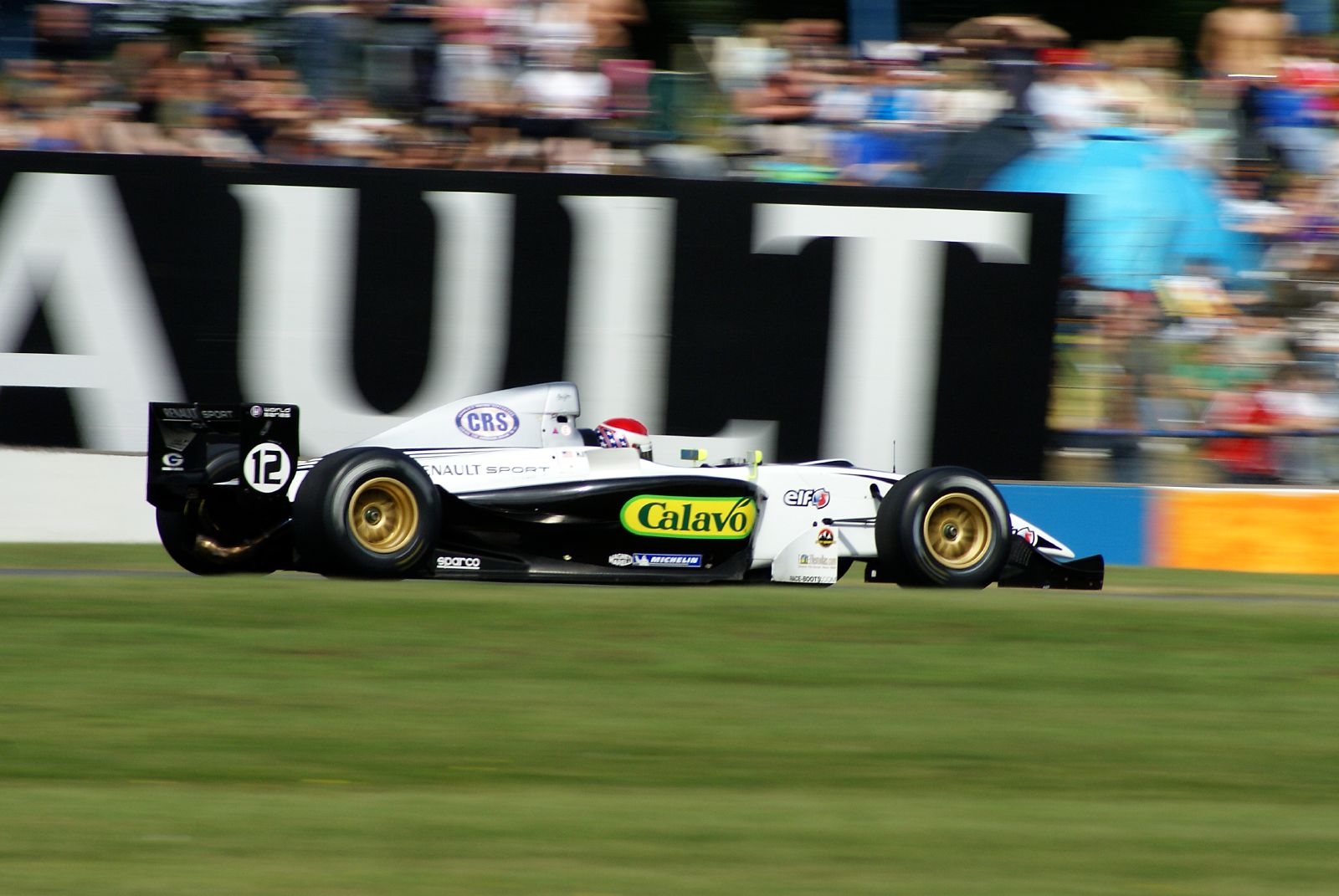
Kimball a Victory Engineering autójában a Donington Parkban 2007-ben.

2007-ben a Formula Renault 3.5 literes kategóriájának bajnokságában ment az olasz Victory Engineering csapat színeiben a holland Giedo van der Garde mellett. 12 versenyen indult (kettőt kihagyott), a bajnokságot a huszonnegyedik helyen zárta, a legjobb eredménye két nyolcadik hely a Monza-i illetve a Nürburgring-i sprint versenyekről. A szezon végén 1-es típusú cukorbetegséget diagnosztizáltak nála, ennek ellenére nem hagyta abba a versenyzést. 2008-ban hat versenyen vett részt az Euroseries-ben és elindult A1 Grand Prix első futamán az amerikai csapat színeiben.

### Firestone Indy Lights (2009–2010)
2009-ben az amerikai Indy Lights-ban versenyzett a Team PBIR színeiben. Kijelentette, hogy azért tért vissza Amerikába versenyezni, hogy a cukorbetegéségre felhívó kampányban vehessen részt hazájában. A bajnokságot a tizedik helyen zárta és a legjobb eredménye a Watkins Glen-i negyedik hely.
2010-ben már az AFS Racing/Andretti Autosport színeiben versenyzett. Annak ellenére, hogy nem tudott futamot nyerni vagy pole-pozíciót szerezni, a bajnokságot a második helyen zárta a csapattárs Martin Plowman mögött.

### IndyCar Series (2011–2021)
2010. december 16-án jelentették be, hogy 2011-ben már az IndyCar Series-ben versenyzett, méghozzá a Chip Ganassi Racing #83-as autójában. A szezonbeli legjobb eredménye egy 9. hely volt a MoveThatBlock.com Indy 225-ról. 2013-ban megszerezte legelső futamgyőzelmét a sorozatban, ami a Honda Indy 200-on volt, Mid-Ohióban.
2018-ra csapatot váltott és átigazolt az IndyCar-ban debütáló Carlin Motorsport-hoz, ahol a korábbi Formula–1-es pilóta, Max Chilton lett a csapattársa. 2019-re is eredetileg teljes idényt futott volna, azonban később meg kellett osztoznia a 2018-as Indy Lights bajnokkal, Patricio O’Ward-al az autóján, majd miután a fiatal mexikói szezon közben a japán Super Formulába igazolt, továbbra sem kapta vissza az ülését, hanem előbb Sage Karam-re, majd RC Enerson-ra cserélték le, de ennek ellenére is részt vehetett 7 versenyen az évben.
2020. január 22-én az A. J. Foyt Enterprises hivatalosan bejelentette, hogy teljes idényes szerződést kötött a versenyzővel a 2020-as indényre. A kiírás során kétszer végzett a legjobb 10 között. 2021-ben pályafutása során először nem tudta kvalifikálni magát az Indy 500-ra, így nem állhatot rajthoz a versenyen.

## Eredményei

### Teljes Formula–3 Euroseries eredménysorozata
(Táblázat értelmezése)

(Félkövér: pole-pozícióból indult; dőlt: leggyorsabb kört futott) 

| Év   | Csapat          | Motor    | 1         | 2         | 3        | 4        | 5        | 6        | 7        | 8        | 9        | 10      | 11       | 12      | 13       | 14      | 15      | 16    | 17      | 18    | 19       | 20        | Helyezés | Pont |
| ---- | --------------- | -------- | --------- | --------- | -------- | -------- | -------- | -------- | -------- | -------- | -------- | ------- | -------- | ------- | -------- | ------- | ------- | ----- | ------- | ----- | -------- | --------- | -------- | ---- |
| 2006 | Signature-Plus  | Mercedes | HOC1 1 22 | HOC1 2 12 | LAU 1 9  | LAU 2 8  | OSC 1 10 | OSC 2 Ki | BRH 1 15 | BRH 2 11 | NOR 1 13 | NOR 2 4 | NÜR 1 10 | NÜR 2 6 | ZAN 1 11 | ZAN 2 1 | CAT 1 6 | CAT 2 | LMS 1 4 | LMS 2 | HOC2 1 6 | HOC2 2 Ki | 11.      | 31   |
| 2008 | Prema Powerteam | Mercedes | HOC1 1 2  | HOC1 2 Ki | MUG 1 17 | MUG 2 Ki | PAU 1 Ki | PAU 2 23 | NOR 1    | NOR 2    | ZAN 1    | ZAN 2   | NÜR 1    | NÜR 2   | BRH 1    | BRH 2   | CAT 1   | CAT 2 | LMS 1   | LMS 2 | HOC2 1   | HOC2 2    | 17.      | 8    |

### Teljes Formula Renault 3.5 Series eredménylistája
(Táblázat értelmezése)

(Félkövér: pole-pozícióból indult; dőlt: leggyorsabb kört futott) 

| Év   | Csapat              | 1          | 2         | 3          | 4         | 5          | 6          | 7          | 8          | 9          | 10         | 11         | 12         | 13         | 14      | 15      | 16      | 17      | Helyezés | Pont |
| ---- | ------------------- | ---------- | --------- | ---------- | --------- | ---------- | ---------- | ---------- | ---------- | ---------- | ---------- | ---------- | ---------- | ---------- | ------- | ------- | ------- | ------- | -------- | ---- |
| 2007 | Victory Engineering | MOZ FEA Ki | MOZ SPR 8 | NÜR FEA 16 | NÜR SPR 8 | MON FEA Ki | HUN FEA 10 | HUN SPR Ki | SPA FEA 13 | SPA SPR Ki | DON FEA Ki | DON SPR 13 | MAG FEA Ki | MAG SPR 17 | EST FEA | EST SPR | CAT FEA | CAT SPR | 24.      | 7    |

### Teljes A1 Grand Prix eredménysorozata
| Év      | Csapat      | 1         | 2          | 3       | 4       | 5       | 6       | 7       | 8       | 9       | 10      | 11      | 12      | 13      | 14      | Helyezés | Pont |
| ------- | ----------- | --------- | ---------- | ------- | ------- | ------- | ------- | ------- | ------- | ------- | ------- | ------- | ------- | ------- | ------- | -------- | ---- |
| 2008–09 | A1 Team USA | NED SPR 8 | NED FEA 10 | CHN SPR | CHN FEA | MYS SPR | MYS FEA | NZL SPR | NZL FEA | RSA SPR | RSA FEA | POR SPR | POR FEA | GBR SPR | GBR SPR | 11.      | 24   |

### Teljes Indy Lights eredménysorozata
| Év   | Csapat       | 1       | 2      | 3      | 4      | 5       | 6      | 7     | 8     | 9      | 10    | 11     | 12     | 13     | 14    | 15     | Helyezés | Pont |
| ---- | ------------ | ------- | ------ | ------ | ------ | ------- | ------ | ----- | ----- | ------ | ----- | ------ | ------ | ------ | ----- | ------ | -------- | ---- |
| 2009 | Team PBIR    | STP1 10 | STP2 7 | LBH 19 | KAN 13 | INDY 13 | MIL 10 | IOW 7 | WGL 4 | TOR 15 | EDM 5 | KTY 18 | MDO 13 | SNM 8  | CHI 7 | HMS 13 | 10.      | 310  |
| 2010 | AFS/Andretti | STP 4   | ALA 2  | LBH 2  | INDY 2 | IOW 13  | WGL 11 | TOR 4 | EDM 4 | MDO 3  | SNM 2 | CHI 14 | KTY 6  | HMS 13 |       |        | 4.       | 388  |

### Teljes IndyCar eredménysorozata
| Év   | Csapat                 | 1      | 2      | 3      | 4      | 5       | 6       | 7       | 8      | 9      | 10     | 11     | 12     | 13     | 14     | 15     | 16     | 17     | 18     | 19     | Helyezés | Pont |
| ---- | ---------------------- | ------ | ------ | ------ | ------ | ------- | ------- | ------- | ------ | ------ | ------ | ------ | ------ | ------ | ------ | ------ | ------ | ------ | ------ | ------ | -------- | ---- |
| 2011 | Chip Ganassi Racing    | STP 22 | ALA 10 | LBH 24 | SAO 16 | INDY 13 | TXS1 30 | TXS2 23 | MIL 14 | IOW 22 | TOR 21 | EDM 17 | MDO 11 | NHA 9  | SNM 26 | BAL 21 | MOT 23 | KTY 13 | LVS T  |        | 19.      | 216  |
| 2012 | Chip Ganassi Racing    | STP 9  | ALA 25 | LBH 18 | SAO 8  | INDY 8  | DET 8   | TXS 23  | MIL 17 | IOW 11 | TOR 2  | EDM 19 | MDO    | SNM 21 | BAL 18 | FON 10 |        |        |        |        | 19.      | 260  |
| 2013 | Chip Ganassi Racing    | STP 12 | ALA 4  | LBH 21 | SAO 10 | INDY 9  | DET 14  | DET 7   | TXS 17 | MIL 17 | IOW 12 | POC 2  | TOR 21 | TOR 6  | MDO 1  | SNM 20 | BAL 6  | HOU 11 | HOU 8  | FON 10 | 9.       | 427  |
| 2014 | Chip Ganassi Racing    | STP 20 | LBH 23 | ALA 10 | IMS 5  | INDY 31 | DET 9   | DET 3   | TXS 10 | HOU 18 | HOU 4  | POC 17 | IOW 10 | TOR 7  | TOR 4  | MDO 7  | MIL 16 | SNM 21 | FON 12 |        | 14.      | 402  |
| 2015 | Chip Ganassi Racing    | STP 21 | NLA 14 | LBH 15 | ALA 12 | IMS 5   | INDY 3  | DET 22  | DET 11 | TXS 7  | TOR 20 | FON 8  | MIL 12 | IOW 22 | MDO 23 | POC 12 | SNM 3  |        |        |        | 12.      | 372  |
| 2016 | Chip Gannasi Racing    | STP 10 | PHX 12 | LBH 11 | ALA 9  | IMS 5   | INDY 5  | DET 8   | DET 16 | ROA 6  | IOW 10 | TOR 11 | MDO 8  | POC 15 | TXS 6  | WGL 6  | SNM 9  |        |        |        | 9.       | 433  |
| 2017 | Chip Gannasi Racing    | STP 18 | LBH 21 | ALA 15 | PHX 8  | IMS 21  | INDY 25 | DET 21  | DET 8  | TXS 21 | ROA 6  | IOW 15 | TOR 12 | MDO 13 | POC 16 | GTW 7  | WGL 7  | SNM 11 |        |        | 17.      | 327  |
| 2018 | Carlin Motorsport      | STP 10 | PHX 17 | LBH 10 | ALA 23 | IMS 20  | INDY 18 | DET 19  | DET 8  | TXS 10 | ROA 18 | IOW 14 | TOR 5  | MDO 16 | POC 9  | GTW 19 | POR 7  | SNM 22 |        |        | 17.      | 287  |
| 2019 | Carlin Motorsport      | STP 17 | COA    | ALA    | LBH    | IMS     | INDY 25 | DET     | DET    | TXS 21 | ROA    | TOR    | IOW    | MDO    | POC 10 | GTW 15 | POR 10 | LAG 15 |        |        | 25.      | 117  |
| 2020 | A. J. Foyt Enterprises | TXS 11 | IMS 18 | ROA 11 | ROA 10 | IOW 17  | IOW 16  | INDY 18 | GTW 13 | GTW 18 | MDO 21 | MDO 19 | IMS 13 | IMS 23 | STP 8  |        |        |        |        |        | 18.      | 218  |
| 2021 | A. J. Foyt Enterprises | ALA    | STP    | TXS    | TXS    | IMS 22  | INDY NK | DET     | DET    | ROA    | MDO    | NSH    | IMS    | GTW    | POR    | LAG    | LBH 18 |        |        |        | 36.      | 20   |

### Indianapolis 500
| Év   | Kasztni | Motor     | Rajthely | Eredmény | Csapat                 |
| ---- | ------- | --------- | -------- | -------- | ---------------------- |
| 2011 | Dallara | Honda     | 28.      | 13.      | Ganassi                |
| 2012 | Dallara | Honda     | 14.      | 8.       | Chip Ganassi Racing    |
| 2013 | Dallara | Honda     | 19.      | 9.       | Chip Ganassi Racing    |
| 2014 | Dallara | Chevrolet | 26.      | 31.      | Chip Ganassi Racing    |
| 2015 | Dallara | Chevrolet | 14.      | 3.       | Chip Ganassi Racing    |
| 2016 | Dallara | Chevrolet | 16.      | 5.       | Chip Ganassi Racing    |
| 2017 | Dallara | Honda     | 16.      | 25.      | Chip Ganassi Racing    |
| 2018 | Dallara | Chevrolet | 15.      | 18.      | Carlin Motorsport      |
| 2019 | Dallara | Chevrolet | 20.      | 25.      | Carlin Motorsport      |
| 2020 | Dallara | Chevrolet | 29.      | 18.      | A. J. Foyt Enterprises |
| 2021 | Dallara | Chevrolet | NK       | NK       | A. J. Foyt Enterprises |